# Акбастау (Кербулакский район)
Акбастау (каз. Ақбастау, до 1993 г. — Урицкое) — село в Кербулакском районе Жетысуской области Казахстана. Входит в состав Жайнак батырского сельского округа. Код КАТО — 194637200.

## Население
В 1999 году население села составляло 377 человек (191 мужчина и 186 женщин). По данным переписи 2009 года, в селе проживало 337 человек (165 мужчин и 172 женщины).